# Christian Schönbein
Christian Friedrich Schönbein (Metzingen, 18 de diciembre de 1799-Baden-Baden, 29 de agosto de 1868) fue un químico germano-suizo conocido por el descubrimiento de la nitrocelulosa.

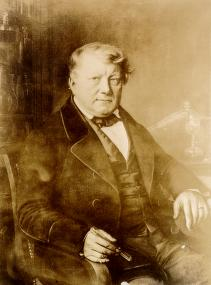
Christian Friedrich Schönbein.

En 1838, descubrió los principios de la pila de combustible. También le dio nombre al ozono, una forma en que se presenta el oxígeno. En 1839 llevó a cabo una oxidación lenta del fósforo blanco y la electrólisis del agua.
Fue durante estos experimentos en la Universidad de Basilea en Suiza, en esta Schönbein había sido profesor desde 1828, donde comenzó primero a notar el distintivo olor del ozono. El ozono tiene un olor fuerte, especialmente antes de arreciar una tormenta. Es este olor el que indica su presencia en la atmósfera. Por este olor fuerte, Schönbein acuñó el término "Ozono" del griego ‘ozein’, que quiere decir "oler".
Schönbein describió en sus descubrimientos en una carta titulada "Investigación en la naturaleza del olor en ciertas reacciones químicas". Esta carta fue presentada a la Academia Francesa de Ciencias en París en 1840.
Durante un experimento hecho en la cocina de su casa, destiló una mezcla de ácido sulfúrico y ácido nítrico, que se derramó sobre una mesa. Schönbein secó con un delantal de algodón de su esposa y lo puso a secar sobre la estufa. El delantal se inflamó muy rápidamente, pues la celulosa del algodón se había convertido en nitrocelulosa.

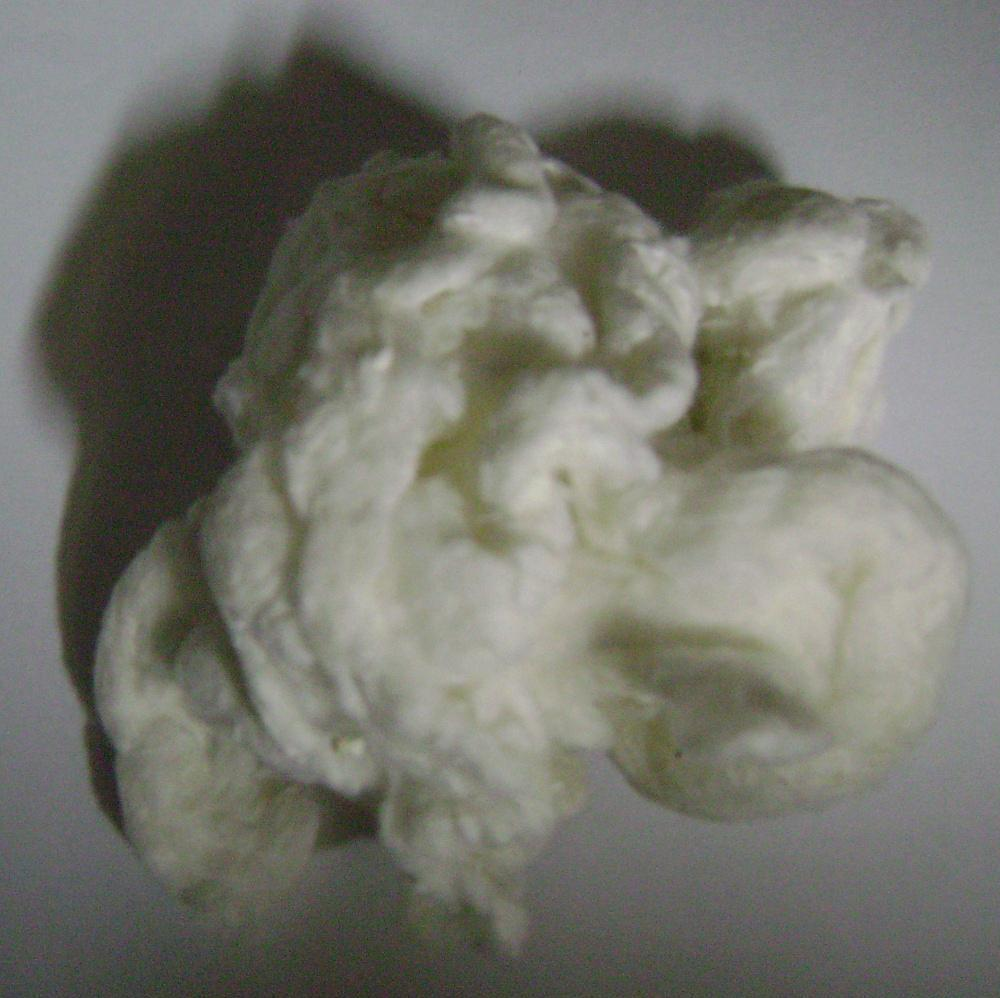
Nitrocelulosa.

Schönbein reconoció las propiedades del compuesto. La pólvora ordinaria, de color negro, era usada en las batallas desde hacía 500 años; ésta explotaba convirtiéndose en un denso humo, que oscurecía el rostro del artillero, ensuciando tanto los cañones como las armas pequeñas y oscureciendo el campo de batalla. Él proponía que la nitrocelulosa era una "pólvora con menos humo" y de su potencial como un propelente para proyectiles de artillería.
Los intentos de fabricar nitrocelulosa para el ejército, en un principio fallaron porque tenían una tendencia a explotarse. No fue hasta 1891 que James Dewar y Frederick Augustus Abel consiguieron hacer una mezcla que incluía nitrocelulosa, llamada cordita.
- Datos: Q61319
- Multimedia: Christian Friedrich Schönbein / Q61319

Referencia: Isaac Asimov – Breve Historia de la Química página 150